# Sophie Maierhofer
Sophie Maierhofer (* 9. August 1996 in Graz) ist eine österreichische Fußballspielerin.

## Karriere

### Vereine
Maierhofer kam im Frühjahr 2011 für den LUV Graz zu ersten Einsätzen im ÖFB-Ladies-Cup und debütierte im August 2011 kurz nach ihrem 15. Geburtstag in der ÖFB Bundesliga. In den folgenden drei Spielzeiten gehörte sie in Graz regelmäßig zur Startelf und bestritt 57 von 58 Ligapartien.
Im Sommer 2014 zum wechselte sie zum amtierenden Pokalsieger FSK St. Pölten, mit dem sie 2014/15 das Double aus Meisterschaft und Pokal gewann. Zur Spielzeit 2015/16 unterschrieb Maierhofer einen Vertrag beim deutschen Bundesligaaufsteiger Werder Bremen, für den sie am 4. Oktober 2015 (4. Spieltag) bei der 0:2-Heimniederlage gegen Bayern München ihr Debüt gab.

### Nationalmannschaft
Die Abwehrspielerin bestritt insgesamt 38 Partien für die U-17- und U-19-Nationalmannschaft, darunter neun im Rahmen der Qualifikation zur U-17-Europameisterschaft und zwölf Qualifikationsspiele zur U-19-Europameisterschaft. Am 10. Februar 2015 kam sie im Freundschaftsspiel gegen die spanische Auswahl erstmals für die A-Nationalmannschaft zum Einsatz und erzielte in dieser Partie mit dem Treffer zum 2:2-Endstand ihr erstes Tor. Im März 2016 gewann sie mit der Mannschaft den Zypern-Cup.

## Erfolge
Verein
- Österreichische Meisterin 2014/15 (mit dem FSK St. Pölten)
- Österreichische Pokalsiegerin 2014/15 (mit dem FSK St. Pölten)

Nationalmannschaft
- Zypern-Cup-Siegerin 2016